# Иван Бунин
Иван Алексеевич Бунин е руски писател, поет и преводач. Той е първият руски автор, получил Нобеловата награда за литература през 1933. Първоначално пише публицистика и поезия, по-късно проза, най-вече къси разкази. Емигрира от Русия през 1919 и се установява във Франция.
Най-значимите му творби са повестите „Село“ (1910), „Суходол“ (1911), които образуват своеобразна дилогия, обединена от обща тема – съдбата на Русия и руския национален характер. Последната му художествена книга „Тъмни алеи“ (1943) е смятана за най-четения сборник с къси разкази в Русия през XX век.

## Биография

### Произход и семейство
Иван Алексеевич Бунин е представител на дворянски род, чиито корени могат да се проследят до XV век и са имали герб, включен в „Общия герб на знатни фамилии на Всеруската империя“ (1797). Сред роднините на писателя били поетесата Анна Бунина, литераторът Валерий Жуковски и други дейци на руската култура и наука. Прапрадядо на Бунин е Семьон Афансиевич, който е заемал длъжността секретар на „Държавната колегия на патримониума“. Прадядо му Дмитрий Семьонович си подава оставката на титулярен съветник. Дядото, Николай Дмитриевич, е служил за кратко във гражданския съд на Воронежската камара, след това се занимава със земеделие в селата, които е получил след разделянето на имота.
Бащата на писателя, помешчикът Алексей Николаевич Бунин (1827 – 1906), не получава добро образование: след като завършва първи клас в гимназията на Орел, той напуска училище. На 16-годишна възраст младежът получава работа в офиса на губернското дворянско събрание. Участва в Кримската война, като част от отряда на милицията в град Елец. Иван Бунин си спомня баща си като човек със забележителна физическа сила, темпераментен и любвеобилен едновременно: „Цялото му същество беше... наситено с усещането за аристократичния му произход“. Въпреки неприязънта към ученето, която се е утвърдила от юношеството, до старост той „четеше всичко, което му попадне под ръка с голямо желание“.
След завръщането си от войната през 1856 г. Алексей Николаевич се жени за своя братовчедка – Людмила Александровна Чубарова. За разлика от своя енергичен и темпераментен съпруг (който по думите на писателя „понякога пил ужасно много, но нямал нито една типична черта на пияницата“), Людмила била кротка, с благ характер и набожна. Не е изключено Иван Александрович да взима своя впечатлителна натура от майка си. През 1857 г. се ражда първото дете на семейството – Юлий, а следващата година се появява и Евгений. Людмила Александровна ражда девет деца, пет от които умират в ранна детска възраст.

### Детство и младост
Иван Алексеевич Бунин се ражда 10 (22) октомври 1870 г. в град Воронеж на улица „Голяма дворянска“ № 3 в стая, отдавана от губернската секретарка Анна Германова. Семейство Бунини се премества от село през 1867 г., за да запишат в гимназия големите си синове Юлий и Евгений. По думите на писателя, неговите детски спомени били свързани със стиховете на Пушкин, които се четели на глас от родителите и от братята му. На 14-годишна възраст Бунин заедно със семейството си се преместват в семейното имение фермата Бутирки, уезд Елецк. Учителят Николай Осипович Ромашков, студент в Московския университет, момчето се пристрастява към книгите. Домашното му образование включва обучение по езици (особено внимание се обръщало на латинския) и рисуване. Едни от първите книги, които самостоятелно прочита Бунин, били омировата „Одисея“ и сборник с текстове на английски поети.
През лятото на 1881 г. Алексей Бунин записва своя десетгодишен син в Елецката мъжка гимназия. В искане до директора на гимназията бащата пише: „Желая да дам на моя син Иван Бунин образование в повереното Ви учебно заведение“. В допълнения към документа той уведомява, че предварително ще плати таксата за „право на обучение“ и ще оповести на сина си за смяната на неговото местожителство. Иван полага приемен изпит, след чийто успешно взимане е причислен в 1-ви клас на Елецката мъжка гимназия. В началото младият Бунин живее със своя другар Егор Захаров в къщата на елецкия гражданин Бякин, който взима на всеки наемател 15 рубли. По-късно гимназистът се премества в дома на майстор-скулптор на гробищни паметници, а след него сменя още две жилища. В учебния курс по математика Бунин среща най-големи трудности; в едно писмо до своя брат бъдещият писател споменава, че този предмет за него е „най-страшният“.
Гимназиалното обучение на Иван Бунин завършва зимата на 1886 г. Той отива на почивка при родителите си, които са се преместили в имението Озьорк, и там решава да не се върне повече в Елец. В началото на есента гимназията изключва ученика поради неявяване „още от рождествената ваканция“. В тези времена негов домашен учител става Юлий, който е заточен в Озьорк под домашен арест. По-големия брат, осъзнавайки, че математиката създава сериозни трудности и комплекси у младия Бунин, решава да съсредоточи учението му върху хуманитарните дисциплини.
В този период се появяват първите литературни опити на Бунин – в гимназиалния си период той пише стихове; на 15-годишна възраст съчинява романа „Увлечение“, който не е приет от нито едно издателство. През зимата на 1886 г., след като умира един от неговите литературни кумири – поета Семьон Надсон, Иван Бунин изпраща на списание „Родина“ няколко стихотворения. Едно от стихотворенията озаглавено „Над могилата на С. Я. Надсон“ било публикувано във февруарския брой. Друго стихотворение „Селски скитник“ (Деревенский нищий) се появява на страниците на майския брой. По-късно писателят си спомня: „Сутрин, когато взех броят от пощата в Озьорк, се разхождах в гората, късах мокрите от роса момини сълзи и препрочитах творбата си всяка минута. Никога няма да забравя това.“

### Орловский вестник. Странствания
През януари 1889 г. издателят на „Орловского вестника“ Надежда Семьонова предлага на на Бунин да постъпи на длъжност помощник-редактор при нея. Преди да даде отговор Иван Алексиевич търси съвет от Юлий, който след като напуска Озьорк, се премества в Харков. Така започва период в живота на писателя, изпълнен със странствания. В Харков Бунин се установява при брат си, който му помага да си намери работа в земското управа. С получената заплата Иван Алексиевич заминава за Крим, където посещава Ялта и Севастопол. Той се връща в редакцията на вестника една есента.
Първата му стихосбирка на Бунин, „Листопад“ (1901), е добре посрещната от критиката. Макар че стихотворенията му следват традициите на парнасизма от 19 век, те са обвити с източен мистицизъм и са изпълнени с ярки, внимателно подбрани епитети.
През 1889 Иван Бунин заминава при брат си в Харков, където работи като държавен чиновник, помощник-редактор на местен вестник, библиотекар и статистик. Той започва кореспонденция с Антон Чехов, с когото стават приятели. Поддържа контакти и с Максим Горки и Лев Толстой. През 1891 Бунин публикува първия си разказ в един литературен вестник. С времето той преминава от писане на стихове към къси разкази.
Бунин става известен и като преводач. Най-известен е преводът му на „Песен за Хайауата“ на Лонгфелоу, за която получава Пушкинска награда през 1903. Той превежда и Джордж Байрон, Алфред Тенисън и Алфред дьо Мюсе.

### Известност
От 1895 Бунин прекарва времето си между Москва и Санкт Петербург. През 1898 се жени за дъщерята на гръцки революционер, но бракът завършва с развод. Въпреки че се жени повторно през 1907, връзките му с други жени продължават до неговата смърт.
Бунин публикува първото си по-дълго произведение, повестта „Село“, когато е на 40 години. Тя представлява мрачно изображение на селския живот с неговата глупост, жестокост и насилие. Острият му реализъм, „героите, потънали дотолкова под средната интелигентност, че едва остават хора“, го сближават с Максим Горки. Две години по-късно Бунин публикува повестта „Суходол“, завоалирано описание на собственото му семейство.
Преди Първата световна война Иван Бунин пътува до Цейлон, Палестина, Египет и Османската империя, като тези пътувания оказват влияние върху творчеството му. От 1912 до 1914 той прекарва зимите на остров Капри с Максим Горки.

### Емиграция
Бунин напуска Москва след Руската революция през 1917 и се премества в Одеса. Той напуска страната с последния френски кораб през 1919 и се установява в София, България. Друг руски емигрант обаче открадва скъпоценностите на съпругата му и подаръците за юбилея на Бунин от стаята на писателя в хотел „Континентал“. Писателят напуска София и се заселва в Грас, Франция. Там той публикува дневника си, показващ аристократичната му антипатия към болшевишкия режим. За съветското правителство той пише: „Каква отвратителна галерия от каторжници!“. По-късно той се противопоставя и на нацизма.
Руската емиграция се отнася към Иван Бунин като към доайен на руските писатели в традициите на Толстой и Чехов. Той става първият руснак, получил Нобелова награда за литература (1933).
В края на живота си Бунин проявява интерес към съветската литература и дори обмисля възможността да се върне в Русия, подобно на Александър Куприн. Той умира от инфаркт в Париж през 1953. Няколко години по-късно е отменена забраната за публикуване на негови произведения в Съветския съюз.